# František Jaroslav Kubíček
František Jaroslav Kubíček (14. září 1838 Smržice (okres Olomouc) – 17. února 1865 Brno) byl teolog, filozof, redaktor a spisovatel.

## Život
Kubíček studoval teologii v Olomouci, dále se zaměřoval i na filosofii, kterou studoval ve Vídni i Praze, a také působil v redaktorském křesle v Olomouci. Jeho nejproslulejší dílo, Rozesmaliáda, jež vyšla v roce 1921, vycházela po dva roky, avšak nebyla dokončena. Autor se snažil v díle útočit na politické oponenty redaktora Ječmínka, Bedřicha Rozehnala, a i na klerikály obecně. Rozesmaliáda se hlásí k odkazu Karla Havlíčka Borovského.
Kubíček používal i pseudonymy F. J. Lipovec, J. L. Chorvátský a Francek.

## Rozesmaliáda a jiné práce
Rozsemaliáda a jiné práce je knihou spisovatele Františka Jaroslava Kubíčka. Jedná se o soubor poezie a prózy. Publikaci redigoval Jaroslav Kvapil, uspořádal a úvod napsal Miloslav Hýsek. V úvodu se Hýsek věnuje nejprve okruhu literátů soustředěných kolem olomouckého časopisu „Hvězda“, posléze přechází k jednomu z těchto spisovatelů, jímž je samotný autor knihy F. J. Kubíček. Podstatná část úvodu je věnována jeho osobnosti a dílu.
První báseň knihy nese název Rozesmaliáda. Jedná se o největší báseň autora, její podtitul zní velezajímavá báseň. Vytištěna byla pod pseudonymem Francek v brněnském satirickém časopise Vosa. Autor ji psal na pokračování, kvůli jeho smrti však zůstala zlomkem. Báseň představuje humoristicko-satirický pamflet na Bedřicha Rozehnala. Kubíček v Rozehnalovi zesměšňuje typ povrchního a mravně zkaženého nedouka. Jízlivý tón vůči Rozehnalovi je patrný v celé básni, dokladem toho jsou následující verše, jež se týkají právě Rozehnala. „Jáť dobrému se učil od vás mravu a Bedřich R. mi nepomátl hlavu!“ „Tak kluk už zákeřnicky ničí soky – což učiní, až pozná, co jsou floky?“ “Tu velice mu bylo vytýkáno, že mnoho slibuje, nic neplní, že večer mluví tak a jinak ráno a dluhu nikomu že neplatí.“
Po básni Rozesmaliáda následuje v knize oddíl zvaný Z básní drobných, v němž najdeme tyto básně: Písně mé, Na Dunaj, Svatoplukův meč, Černohorcům r. 1862, Písně naší žurnalistiky, Písně ze žaláře, Písně z vězení, Při měsíčku, Mílek, Anička. Zajímavá je obzvláště báseň s názvem Svatoplukův meč, jež vypráví o králi Svatoplukovi, který vstane z mrtvých a dozvídá se o strašlivém stavu Moravy po své smrti. Básně Při měsíčku a Písně z vězení se dotýkají Kubíčkova vězeňského pobytu. Zatímco báseň Při měsíčku je psána během doby, kdy autor pobýval ve vězení, báseň Písně z vězení se jeho pobytu ve vězení přímo dotýká. Z veršů je patrné, jak těžce básník vězení nesl.
Novela, jež nese název Bětulinka, vyšla v almanachu Dunaj. Jejím námětem je nešťastná láska Bětulinky a jejího milého Jindřicha. S láskou těchto dvou mladých lidí nesouhlasí rodiče Bětulinky. Bětulinka je nešťastná, se svým trápením se však svěří malíři, s nímž se poznala náhodou. Malíř, který je do Bětulinky taktéž zamilovaný, jí slíbí pomoc. Na základě citů, jež k ní cítí, se ale nakonec chová jinak, než slíbil. Příběh končí setkáním Bětulinky a malíře po letech. Každý ze tří hlavních aktérů příběhu má již jiného partnera.
Lázněmi Luhačovice je inspirován příběh s názvem Obrázek ze života lázeňského. S Luhačovicemi se Kubíček seznámil nejspíše během návštěvy u svého přítele F. Brzobohatého, jehož byly rodištěm. Vyprávění vycházelo na pokračování.
Historických událostí se dotýká oddíl zvaný Z feuilletonů. Tento oddíl obsahuje celkem tři příběhy: Brněnské báje I., Brněnské báje II., Brněnské báje III. V Brněnských bájích I. jsou popisovány slavnosti cyrilometodějského tisíciletí pořádané v části Brna s názvem Lužánky. Brněnské báje III. se věnují rozdílu mezi muži, ženami na venkově a ve městě. Autor v tomto příběhu bojuje za lepší výchovu pro ženy, požaduje založení emancipačního spolku.
Své názory na básnictví Kubíček předkládá v příběhu Prostonárodní básnictví na Moravě. Básníkem se podle něj člověk rodí. Mezi největší básníky na světě je řazeno také několik autorů, kteří neznali prozodická pravidla. Tito básníci jsou nazýváni prostonárodními samouky. Spisovatel se zamýšlí nad tím, zda by zmínění básníci byli slavní také v dnešní době, v době, kdy je pro spisovatele důležité i vyšší estetické vzdělání.
Vězením se autor zabývá kromě již zmíněných básní také ve vyprávění s názvem Žurnalista ve vězení. Uvedený příběh vyšel v Moravské Orlici. Autor v něm popisuje svůj osmidenní pobyt v kriminále. Do vězení se Kubíček dostal v roce 1863 kvůli článku, byl tedy politickým vězněm a zároveň prvním potrestaným novinářem na Moravě.
Poslední oddíl knihy nese název Z politických úvodníků a dopisů. Skládá se ze dvou příběhů: Úpadek našich domácích řemesel a jeho původ a Z Vídně. Příběh první vypráví o úpadku řemeslníků, především tkalců na Moravě, kteří jsou nuceni žít v bídě. Za příčiny tohoto stavu Kubíček považuje centralizaci a germanizaci. Povídání druhé pojednává o střetu slovanských poslanců s Němci ve vídeňském parlamentě.